# Saigaantilope
Saigaantilope (Saiga tatarica), også bare kaldt saiga, er den eneste antilopeart som findes naturligt i Europa. Arten deles almindeligvis i to underarter, Saiga tatarica tatarica og Saiga tatarica mongolica. Sidstnævnte findes kun i Mongoliet. I nyere tid anses begge underarter undertiden som egne arter, Saiga tatarica og Saiga mongolica.
Saigaantilopen har en sandfarvet pels, som om vinteren bliver tyk og hvid. Hannen er noget større end hunnen og har spidse vertikale horn. Hunnen har ikke horn. Dyret adskiller sig fra andre antiloper ved, at den har en stor snabellignende næse. Næsen hjælper til med at opvarme indåndingsluften. En voksen saigaantilope vejer 20–50 kg, er 110–145 cm lang og har en hale på 6–13 cm.
Saigaantilopen forekommer i dag kun i det sydøstlige Rusland, vestlige Kasakhstan, sydlige Sibirien og nordvestlige Kina. På grund af jagt var antilopen så godt som udryddet omkring år 1900. Efter den russiske revolution blev den beskyttet i Sovjetunionen, og antallet voksede kraftigt. Siden omkring 1990 er arten imidlertid igen stærkt truet på grund af ny jagt, hvor man først og fremmest er ude efter hannens horn til kinesisk naturmedicin.